# La Vie de Chuck
La Vie de Chuck (titre original : The Life of Chuck) est un roman court de Stephen King paru en 2020 dans le recueil Si ça saigne.

## Résumé
Marty Anderson, professeur de lycée, rentre chez lui et se trouve pris dans des embouteillages. Ils ne cessent d'augmenter en taille ces derniers temps, plusieurs routes devenant impraticables du fait de la vétusté de certains ouvrages d'art. Un panneau publicitaire l'intrigue, vantant les trente-neuf ans de vie formidable de Charles « Chuck » Krantz. Une fois chez lui, au cours d'une conversation téléphonique avec son ex-épouse Felicia Gordon, il se rend compte qu'elle aussi a vu la même publicité que lui. Ils échangent notamment sur les dernières pannes d'Internet ainsi que sur les récentes catastrophes naturelles qui semblent montrer que le monde se dirige tout droit vers une fin inéluctable. Le lendemain, la situation semble s'être une nouvelle fois dégradée avec un immense gouffre qui s'est ouvert au croisement de deux routes, provoquant la chute d'au moins vingt voitures. Marty prend la décision de se rendre chez Felicia, une balade à pied d'un peu moins de cinq kilomètres. Sur le chemin, il croise de nombreuses publicités concernant la vie de Chuck. Une fois au côté de Felicia, ils regardent tous deux le ciel nocturne et voient s'éteindre une à une les plus grosses étoiles.
En parallèle de ces événements, Douglas Beaton se trouve à l'hôpital, au chevet de son beau-frère, Charles « Chuck » Krantz. Son neveu, Brian Krantz, le rejoint bientôt, et ils assistent tous deux à la mort de Chuck, âgé d'à peine trente-neuf ans.
Une dizaine d'années plus tôt, Charles « Chuck » Krantz est envoyé à Boston par la banque dans laquelle il est employé pour assister à un colloque d'une semaine intitulé « Être banquier au XXIe siècle ». Un après-midi, il croise un musicien de rue, Jared Franck, qui avec sa batterie lui donne une furieuse envie de danser. Cela lui rappelle ses années de collège puis de lycée quand il était le meilleur danseur du club « Les Virevolteurs ». Janice Halliday, une jeune femme de vingt-deux ans dont la relation amoureuse vient tout juste de se terminer, arrive devant le musicien peu après que Chuck a commencé à se trémousser. Ils entament ensemble une danse qui charme tous les passants pendant une dizaine de minutes.
Une vingtaine d'années plus tôt, Chuck, alors âgé de sept ans, perd ses deux parents dans un accident de voiture, alors qu'il était gardé par les parents de son père qui habitent à deux kilomètres de chez eux. Il sera élevé par Albie et Sarah Krantz, ses grands-parents paternels. Dans leur grande maison victorienne, une pièce est cadenassée et personne n'y entre. Un jour, alors que Chuck est proche de ses onze ans, son grand-père, Albie, un peu ivre, lui raconte que cette pièce est en quelque sorte hantée puisqu'elle permet de voir le décès à venir d'une personne connue. Albie y a vu dans le passé un enfant de quatre ou cinq ans, Jefferies, mort renversé par une voiture. Ce qui arriva peu de temps après. Il y a vu également Henry Peterson, qui finira pendu quelques années après. Enfin, il y a vu son épouse, Sarah, décédée alors qu'elle achetait du pain. Ce qui n'est pas encore arrivé.
Une année après, la grand-mère de Chuck meurt d'un arrêt cardiaque, tandis qu'elle était en train d'acheter du pain. Son grand-père la suit dans la tombe lorsque Chuck est âgé de dix-sept ans. Peu avant que ses grands-parents maternels déménagent pour habiter avec leur petit-fils, Chuck se rend devant la pièce cadenassée et, désormais en possession des clés, ouvre le cadenas et pénètre dans la pièce hantée. Il se voit sur un lit d'hôpital, relié à des machines qui semblent le maintenir en vie. Il quitte la pièce et n'y pénétrera jamais plus.

## Adaptation
Le 10 juillet 2020, Deadline Hollywood annonce que la société de production de Darren Aronofsky, Protozoa Pictures (en), a mis une option sur La Vie de Chuck, avec Darren Aronofsky comme producteur de son adaptation.
Près de trois ans plus tard, le projet est acquis par Intrepid Pictures (en). Mike Flanagan en sera le producteur, scénariste et réalisateur. Le scénario a été achevé avant la Grève de la Writers Guild of America de 2023. Tom Hiddleston jouera Chuck et Mark Hamill jouera Albie. FilmNation Entertainment (en) s'occupera des ventes internationales.
Le film  Life of Chuck, présenté au Canada le 6 septembre 2024 lors du Festival international du film de Toronto, sort fin mai 2025 au cinéma.